# فاستوجيراردي
فاستوجيراردي هي بلدية في مقاطعة إزرنية في منطقة مليزة بجنوب إيطاليا، وتقع على بعد حوالي 40 كيلومتر (25 ميل) شمال غرب كمبباسة وحوالي 20 كيلومتر (12 ميل) شمال إزرنية. اعتبارًا من 31 ديسمبر 2004، كان عدد سكانها 789 نسمة ومساحتها 60.9 كيلومتر مربع (23.5 ميل2).